# عثماني خوانتورينا

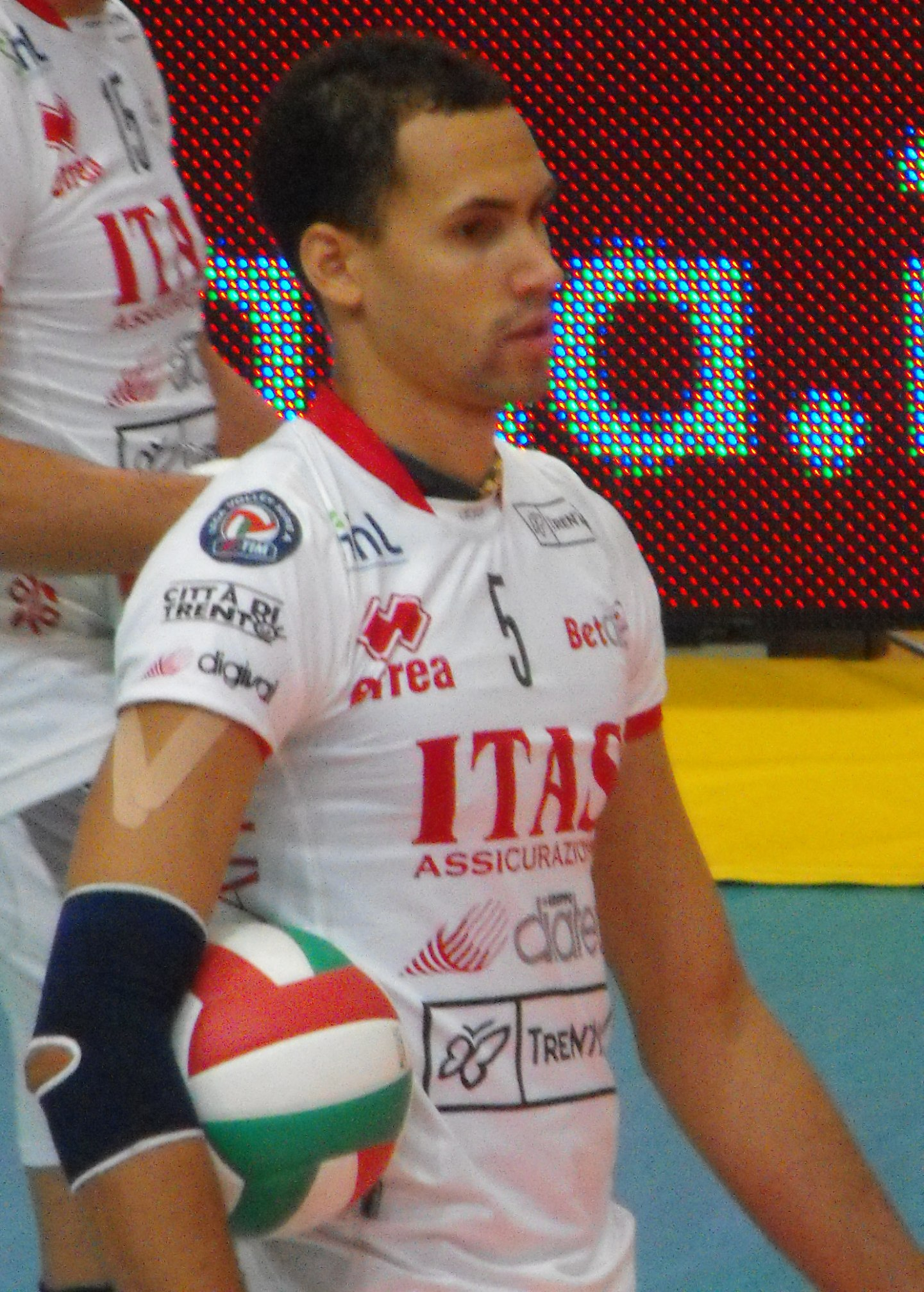

عثماني خوانتورينا (بالإيطالية: Osmany Juantorena) (ولدت 12 يونيو 1985) هو لاعب كرة طائرة كوبي. شارك مع المنتخب الكوبي في كأس العالم. يلعب في منصب صد-وسط.

## معلومات الاندية
- النادي الحالي :أوفا
- النادي الأول  : أنقرة

## معلومات تقنية
الطول: 2,00 م
الارتقاء في السحق : 3,60 م
الارتقاء في الصد : 3,40 م

## روابط خارجية
- عثماني خوانتورينا على موقع الاتحاد الأوروبي (الإنجليزية)
- عثماني خوانتورينا على موقع عالم الكرة الطائرة (الإنجليزية)
- عثماني خوانتورينا على موقع دوري الدرجة الأولى الإيطالي للكرة الطائرة - رجال (الإيطالية)
- عثماني خوانتورينا على موقع اللجنة الأولمبية الدولية (الإنجليزية)
- عثماني خوانتورينا على موقع أوليمبيديا (الإنجليزية)
- عثماني خوانتورينا على موقع اللجنة الأولمبية الإيطالية (الإيطالية)